# ريشان (الملاجم)

تعديل مصدري - تعديل

ريشان هي إحدى قرى عزلة ال غشام الملاجم بمديرية الملاجم التابعة لمحافظة البيضاء، بلغ تعداد سكانها 104 نسمة حسب تعداد اليمن لعام 2004.